# Content management framework
Pour les articles homonymes, voir CMF.
Content Management Framework (CMF) est une expression en anglais qui signifie plateforme de gestionnaire de contenu en informatique.
Le concept de Content Management Framework découle du concept de Content Management System (CMS) tout en y ajoutant une notion d'extensibilité et de modularité fonctionnelle, notamment grâce  à l'utilisation interne à l'application d'un framework de programmation.